# Denka Katić
Denka Katić (Spalato, 22 febbraio 1953) è un'ex cestista jugoslava.

## Carriera
Con la Jugoslavia ha disputato i Campionati europei del 1972.